# Grande Cache
Grande Cache är en ort i Kanada.   Den ligger i provinsen Alberta, i den centrala delen av landet, 3 200 km väster om huvudstaden Ottawa. Grande Cache ligger 1 225 meter över havet och antalet invånare är 4 025.
Terrängen runt Grande Cache är kuperad österut, men västerut är den bergig. Runt Grande Cache är det ganska glesbefolkat, med 23 invånare per kvadratkilometer..
I omgivningarna runt Grande Cache växer i huvudsak barrskog.